# Cuthona hamanni
Cuthona hamanni är en snäckart som beskrevs av Wilhelm Julius Behrens 1987. Cuthona hamanni ingår i släktet Cuthona och familjen Tergipedidae. Inga underarter finns listade i Catalogue of Life.